# Rachel Gibson
Rachel "Oracle" Gibson er en fiktiv karakter i tv-serien Alias. Hun medvirkede i femte sæson.

## Baggrund
Tekst mangler, hjælp os med at skrive teksten

## Biografi

### Sæson 5
Tekst mangler, hjælp os med at skrive teksten